# Tri-MG Intra Asia Airlines

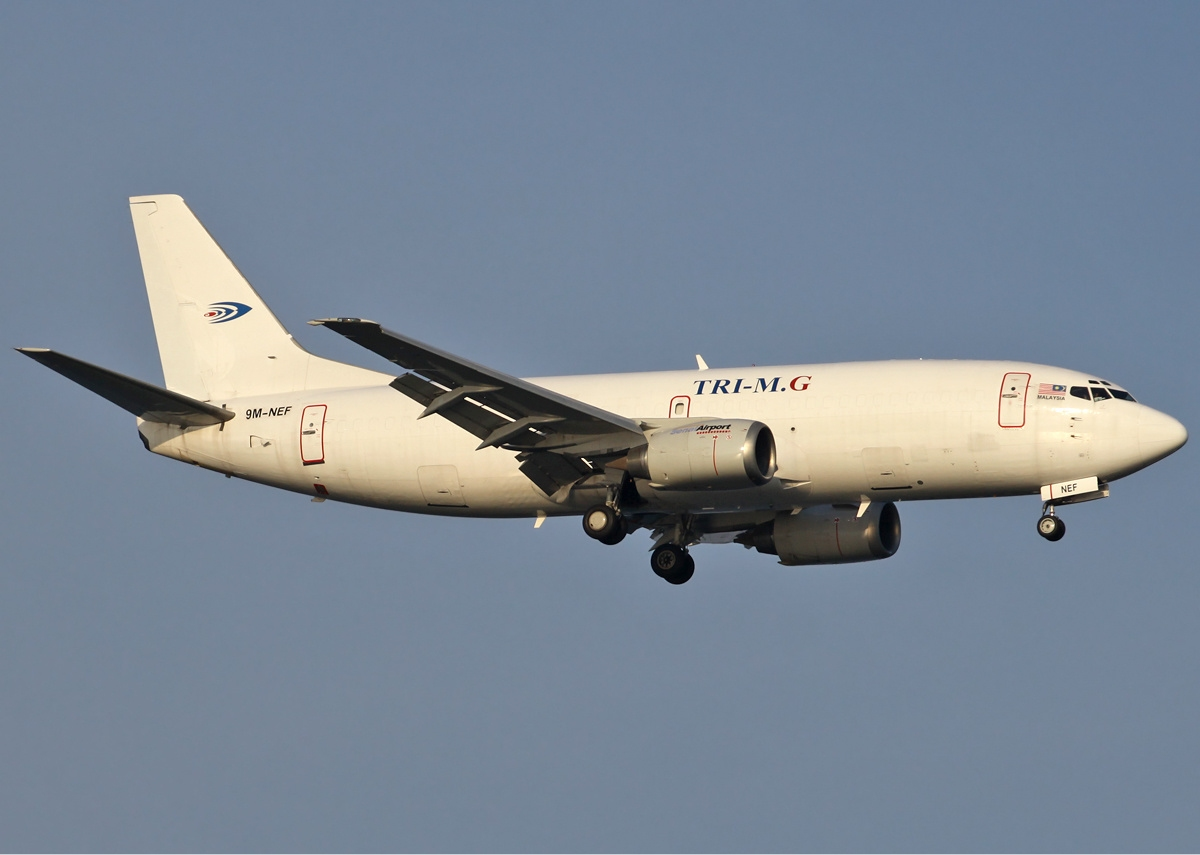
Boeing 737-300F de Tri-MG Intra Asia Airlines.

Tri-MG Intra Asia Airlines  est une compagnie aérienne basée à Jakarta, en Indonésie.
Tri-MG Intra Asia Airlines est classée « catégorie 1 » par l'Autorité de l'Aviation Civile Indonésienne.

## Histoire
Tri MG Airlines est une des trois compagnies aériennes cargos indépendantes indonésiennes. Elle assure des vols quotidiens entre Singapour, Jakarta, et Balikpapan, avec une moyenne de quinze tonnes par vol.
Tri MG Airlines assure aussi des vols cargos charters, des vols médicaux d'urgence (sous la bannière d'Aerospeed Asia) et des vols d'affaires.

## Destinations
Tri-MG Intra Asia Airlines dessert les destinations suivantes :
 Indonésie
- Balikpapan - Aéroport international Sultan Aji Muhamad Sulaiman ;
- Jakarta - Aéroport international Soekarno-Hatta Hub.

 Singapour
- Singapore Changi Airport.

## Flotte
La flotte de Tri-MG Intra Asia Airlines inclut les appareils suivants (en septembre 2009), : 
| Appareils        | En Service | Commandés | Notes         |
| ---------------- | ---------- | --------- | ------------- |
| Antonov 12       | 1          | —         |               |
| Antonov 26       | 1          | —         |               |
| Antonov 32       | 1          | —         |               |
| Boeing 727-100F  | 1          | —         |               |
| Boeing 727-200F  | 4          | —         |               |
| Boeing 737-200QC | 2          | —         |               |
| Boeing 737-300F  | 1          | —         | In new livery |
| Total            | 11         | —         |               |